# Полет 58 на „Ол Нипон Еъруейс“
Полет 58 на „Ол Нипон Еъруейс“ е вътрешен пътнически полет от летище „Сапоро-Читосе“, Читосе, до летище „Токио-Ханеда“, Токио, Япония, управляван от „Ол Нипон Еъруейс“. На 30 юли 1971 г., в 02:04 ч. местно време, самолетът „Боинг 727-200“, който изпълнява полета, се сблъсква с реактивен изтребител „F-86 Сейбър“ на Японските въздушни сили за самоотбрана (ЯВСС). Всички 162 души на борда на полет 58 са убити, докато пилотът на „F-86 Сейбър“, стажант в ЯВСС, се катапултира от самолета си и с парашут се приземява на безопасно място. Инцидентът довежда до оставката както на ръководителя на Японската агенция по отбраната, така и на началника на щаба на ЯВСС.
Стажантът е оправдан по обвинение в непредумишлено убийство, но инструкторът му е признат за виновен в убийство по непредпазливост и осъден на три години затвор с три години условна присъда.
Инцидентът е най-смъртоносната авиационна катастрофа по това време, тя надминава свалянето на „C-130“ при Кхам Дук през 1968 г. и катастрофата на самолета при полет 742 на VIASA във Венецуела през 1969 г. и остава такава до катастрофата на самолета, който изпълнява полет 217 на „Аерофлот“ година по-късно. Това е и най-смъртоносният инцидент в Япония по това време, след като надминава катастрофата от 1966 г. по същия маршрут 5 години по-рано. Това остава най-смъртоносният инцидент в историята на „Ол Нипон Еъруейс“, вторият най-смъртоносен инцидент с участието на „Боинг 727“ след катастрофата при полет 940 на „Мексикана де Авиафион“ и третият най-смъртоносен инцидент на японска земя след катастрофите при полет 123 на „Джапан Еър Лайнс“ и полет 140 на „Чайна Еърлайнс“.